# Місто мертвих
«Місто мертвих» (англ. The City of the Dead) — англійський фільм жахів 1960 року.

## Сюжет
У 1692 році в маленькому англійському містечку Вайтвуд за звинуваченням у чаклунстві була спалена молода жінка Елізабет Селвін. Але перед самою смертю вона встигає укласти угоду з самим дияволом. В обмін на вічне життя вона приречена завжди творити тільки зло. Середина XX століття. Професор Алан Дрісколл розповідає студентам про чаклунство, яке процвітало в середньовіччі. Одна зі студенток Нан Барлоу зацікавлюється цією темою і вирішує вивчити її більш глибоко. Професор радить їй, щоб вона відвідала містечко Вайтвуд.

## У ролях
| Актор             | Роль                            |
| ----------------- | ------------------------------- |
| Денніс Лотіс      | Річард Барлоу                   |
| Крістофер Лі      | Алан Дрісколл                   |
| Патриція Джессел  | Елізабет Селвін / місіс Ньюлесс |
| Том Нейлор        | Білл Мейтленд                   |
| Бетта Ст. Джон    | Патриція Расселл                |
| Венеція Стівенсон | Нен Барлоу                      |
| Валентайн Дайалл  | Джетроу Кін                     |
| Енн Біч           | Лотті                           |
| Норман Макован    | преподобний Рассел              |
| Фред Джонсон      | Старійшина                      |